# 东官镇
东官镇是中国黑龙江省哈尔滨市双城市下辖的一个镇，位于双城市东。